# Liljeborgia fissicornis
Liljeborgia fissicornis är en kräftdjursart som först beskrevs av Michael Sars 1858.  Liljeborgia fissicornis ingår i släktet Liljeborgia och familjen Liljeborgiidae. Arten är reproducerande i Sverige. Inga underarter finns listade i Catalogue of Life.